# لجان الثورة الإسلامية

علم لجان الثورة الإسلامية

لجان الثورة الإسلامية (بالفارسية: کمیته‌های انقلاب اسلامی)، المعروفة اختصارا باسم اللجنة (بالفارسية: کمیته)، هي قوة لإنفاذ القانون في إيران تعمل تحت إشراف وزارة الداخلية. كانت اللجنة مسؤولة عن تطبيق اللوائح الإسلامية والمعايير الأخلاقية على السلوك الاجتماعي.  تأسست كواحدة من منظمات الثورة الإيرانية في عام 1979، وتم دمجها في النهاية مع شهرباني وقوات الدرك لتشكيل قوة إنفاذ القانون في جمهورية إيران الإسلامية في عام 1991. 